# Krzyż Wiktorii dla Australii
Krzyż Wiktorii dla Australii (ang. Victoria Cross for Australia, skr. VC) – najwyższe australijskie odznaczenie ustanowione w Australii 15 stycznia 1991, jako kontynuacja brytyjskiego Krzyża Wiktorii. 
Jest to odznaczenie w uznaniu osoby, która w obecności wroga wykazała się czynem wymagającym najznamienitszej dzielności, lub wybitnej waleczności albo poświęcenia, lub wykazaniem ekstremalnego oddania obowiązkom („decoration for according recognition to persons who in the presence of the enemy, perform acts of the most conspicuous gallantry; or daring or pre-eminent acts of valour or self-sacrifice; or display extreme devotion to duty”).
Krzyż ten może być przyznany pośmiertnie. 
Od 1991 do końca 2021 przyznano go cztery razy. 
W australijskiej kolejności starszeństwa odznaczeń zajmuje pierwsze miejsce bezpośrednio przed brytyjskim Krzyżem Jerzego, nadanym do 5 października 1992, albo przed australijskim Krzyżem Waleczności, jeśli został przyznany po tej dacie.
Osoby odznaczone tym medalem mają prawo umieszczać po swoim nazwisku litery „VC”.